# Sulkhan Nasidze
Sulkhan Nasidze (georgià: სულხან ნასიძე)  (Tbilisi, 17 de març de 1927 - Tbilisi, 21 de setembre de 1996) va ser un compositor, pianista i professor soviètic i georgià. Artista popular de l'RSS de Geòrgia (1979).

## Biografia
El 1955 es va graduar al Conservatori de Tbilisi (classe de professors A.P. Svanidze (piano) i Iona Tuskia (composició). Des de 1974 - director artístic de la Filharmònica de Geòrgia. En 1962-1968 i des de 1979 - secretari de la junta de la Unió de Compositors de Geòrgia.De 1951 a 1956, va ser professor a la 5a Escola de Música de Tbilisi, i a partir de 1963, va ser professor al Conservatori de Tbilisi, on va ser professor associat des de 1971, i degà de la formació teòrica, i departament de composició del 1969 al 1974. Va escriure música per a obres de teatre i pel·lícules.

## Assajos
- ballet "Orfeu i Eurídice" (1973, Tbilisi)
- opereta "Estudiants" (1965, Tbilisi)
- cantata "1905" (1955, juntament amb Alexander Kvernadze, a poemes de Pyotr Gruzinsky i Levan Chubabariy)
- cantata "Primavera, primavera..." (1975, basada en poemes de poetes georgians)

| - oratori "La meva pàtria" (1967) - Simfonia núm. 1 (1959) - Simfonia núm. 2 (1964) - Simfonia núm. 3 (1969) - Simfonia núm. 4 (1972) - Simfonia núm. 5 (1975) - Simfonia núm. 6 - Simfonia núm. 7 (1981) - Concert per a piano i orquestra núm. 1 (1954) - Concert per a piano i orquestra núm. 2 (1961) - Concert per a violí i orquestra (1969) - Concert per a violoncel i orquestra (1974) - Concert per a violí, violoncel i orquestra de cambra (1982) - Simfonia de Colchi per a orquestra de corda (1975) - "Rapsòdia sobre temes de l'antiga Tbilisi" per a orquestra de cambra (1957) - "Ostinato" (1966) - "Obertura solemne" (1968) | - "Nonet" (1966) - Quartet de corda núm. 1 (1968) - Quartet de corda núm. 2 (1971) - quintet de piano - "Trio" per a violí, violoncel i piano (1958) - "4 Improvisacions" per a violí i piano (1971) - "Intermezzo" per a violoncel i piano (1955) - "Dance" per a viola i piano (1953) - "Balada" per a piano (1956) - "Toccata" (1959) - "Sonata polifònica" (1960) - "12 obres de teatre infantil" (1964) - 20 peces polifòniques per a nens (1970) - "De la poesia popular georgiana" 6 cançons per a baix i piano (1969) - cor "David's Lament" (1955, lletra de David Guramishvili) - cicle coral "Pregària" (a capella) |

## Filmografia
- 1959 — После гудка (Concert de Samodelkin) (animació)
- 1962 — Самоделкин-спортсмен (Atleta fet a si mateix (animació)
- 1962 — Апрель (Abril (curtmetratge)
- 1965 — Мимино (Mimino (Falcon) (curtmetratge)
- 1972 — Похищение Луны (Robant la Lluna)
- 1973 — Новые приключения Золодува (Noves aventures de Zoloduv (animació)
- 1974 — Воздушный мост (Pont aeri)
- 1976 — Дело передаётся в суд (El cas passa a judici)
- 1977 — Возвращение (Tornada)
- 1979 — Фантазия (Fantasia (animació)

## Premis
- 1958 - Ordre de la Insígnia d'Honor
- 1966 - Artista honorat de l'RSS de Geòrgia
- 1973 - Premi estatal de l'RSS de Geòrgia que porta el nom de Shota Rustaveli
- 1979 - Artista popular de l'RSS de Geòrgia
- 1981 - Orde de l'Amistat dels Pobles
- 1986 - Premi Estatal de l'URSS - per a un concert per a violí, violoncel i orquestra de cambra
- 1996 - Orde d'Honor (Geòrgia)[1]